# Stenus schwarzi
Stenus schwarzi är en skalbaggsart som beskrevs av Thomas Casey. Stenus schwarzi ingår i släktet Stenus och familjen kortvingar. Inga underarter finns listade i Catalogue of Life.